# بی‌عیب (فیلم ۲۰۰۷)
بی عیب (انگلیسی: Flawless) فیلمی در ژانر سرقت، جنایی و درام به کارگردانی مایکل ردفورد است که در سال ۲۰۰۷ منتشر شد. از بازیگران آن می‌توان به مایکل کین، دمی مور، لمبرت ویلسون، جاس آکلند و ناتالی دورمر اشاره کرد.